# Colletes jankowskyi
Colletes jankowskyi is een vliesvleugelig insect uit de familie Colletidae. De wetenschappelijke naam van de soort is voor het eerst geldig gepubliceerd in 1891 door Radoszkowski.